# Cucullia infuscata
Cucullia infuscata là một loài bướm đêm trong họ Noctuidae.